# Wincanton
Wincanton – miasto w Wielkiej Brytanii, w Anglii w hrabstwie Somerset. Jest najbardziej na wschód położonym miastem hrabstwa.
Miasto dało nazwę znanemu koncernowi logistycznemu Wincanton, który założono w tym mieście. Do dziś ma tam swoją bazę, choć zarząd przeniesiono w roku 2005 do Chippenham.

## Miasta partnerskie
- Lahnau
- Gennes